# Id (álbum)
Id  (a veces estilizado como [id]) es el tercer álbum de estudio de la banda estadounidense de metalcore Veil of Maya. Fue lanzado a través de Sumerian Records el 6 de abril de 2010. Trabajaron con el productor Michael Keene de la banda de death metal The Faceless en este álbum. Keene trabajó anteriormente con la banda, produciendo su anterior álbum The Common Man's Collapse (2008). Es el único álbum de la banda que presenta al bajista Matthew C. Pantelis.

## Título del álbum
El nombre del álbum es una referencia al concepto freudiano de la parte ello (id) de la parte estructural de la psique humana. Los desgloses de la canción "Namaste" en realidad están escritos en clave de los números míticos que aparecen en la serie de televisión Lost (4 8 15 16 23 42). Además, el estribillo de la canción tiene la letra "Vivir juntos, morir solos", que es una referencia al episodio del mismo nombre de la serie. La canción "Dark Passenger" está escrita sobre la serie de televisión Dexter.

## Lista de canciones
Todas las letras escritas por Brandon Butler, toda la música compuesta por Marc Okubo. 
| N.º | Título                   | Duración |  |
| 1.  | «Id» (instrumental)      | 0:43     |  |
| 2.  | «Unbreakable»            | 3:45     |  |
| 3.  | «Dark Passenger»         | 3:33     |  |
| 4.  | «The Higler»             | 3:00     |  |
| 5.  | «Martyrs» (instrumental) | 1:14     |  |
| 6.  | «Resistance»             | 3:01     |  |
| 7.  | «Circle» (instrumental)  | 1:03     |  |
| 8.  | «Mowgli»                 | 3:03     |  |
| 9.  | «Namaste»                | 3:30     |  |
| 10. | «Conquer»                | 2:56     |  |
| 11. | «Codex»                  | 3:25     |  |

## Personal
Veil of Maya
- Brandon Butler - voz
- Marc Okubo – guitarra
- Matthew C. Pantelis – bajo
- Sam Applebaum - batería